# Prawęcin Dolny
Prawęcin Dolny – część wsi Prawęcin w Polsce, położona w województwie świętokrzyskim, w powiecie ostrowieckim, w gminie Kunów.
W latach 1975–1998 Prawęcin Dolny administracyjnie należał do województwa kieleckiego.